# Olivia de Havilland
Dame Olivia de Havilland, DBE (/dəˈhævɪlənd/; født 1. juli 1916 i Tokyo, Japan, død 26. juli 2020 i Paris) var en britisk-amerikansk skuespillerinde.
Hun var skuespilleren Joan Fontaines storesøster, som hun havde en offentlig kendt fejde med, der varede hele deres voksenliv. I 1941 blev de begge nomineret til en Oscar for bedste kvindelige hovedrolle, Joan endte med at tage Oscar-statuetten med hjem. Olivia de Havilland vandt efterfølgende prisen to gange i henholdsvis 1946 og 1949.

## Udvalgt filmografi
- En skærsommernatsdrøm (1935)
- Den lette brigades angreb (1936)
- Robin Hoods eventyr (1938)
- Borte med blæsten (1939)
- Hold Back the Dawn (1941)
- To Each His Own (1946, Oscar for bedste kvindelige hovedrolle)
- The Snake Pit (1948)
- The Heiress (1949, Oscar for bedste kvindelige hovedrolle)
- My Cousin Rachel (1952)
- Hush… Hush, Sweet Charlotte (1964)
- I remember better when i paint (2009)...stemme.